# Roth-Steyr M1907
La Roth-Steyr M1907, o más preciso Roth-Krnka M.7, fue una pistola semiautomática suministrada a la Caballería del Ejército austrohúngaro durante la Primera Guerra Mundial. Fue la primera adopción en servicio de una pistola semiautomática por el ejército de una potencia.

## Mecanismo
La Roth-Steyr M1907 tiene un inusual sistema de acerrojado. El cerrojo es muy largo. Su parte posterior es maciza, a excepción de una manga para el percutor, pero su parte delantera es hueca y se ajusta sobre el cañón. El interior del cerrojo tiene entalles y el cañón tiene tetones que encajan en estos. Cuando se dispara la pistola, el cañón y el cerrojo retroceden juntos dentro del cajón de mecanismos hueco, unos 12,7 mm. Durante esta operación, los entalles del cerrojo hacen que el cañón gire 90 grados, tras lo cual queda fijo y el cerrojo sigue retrocediendo, amartillando el arma. Para ser un arma segura de emplear por las tropas a caballo, la pistola tiene un gatillo duro de presionar, similar al de un revólver con martillo oculto.
La Roth-Steyr M1907 es una pistola con recámara acerrojada, que permite al cañón y al cerrojo retroceder juntos dentro de un cajón de mecanismos hueco. Está calibrada para un cartucho específico. La M1907 no tiene un cargador extraíble, pero tiene uno interno fijo que es alimentado desde arriba con peines. El alza y el punto de mira son fijos, las cachas son de madera y tienen abajo un anillo portacorrea. El ánima de su cañón tiene un estriado de 4 estrías a dextrógiro.

## Producción y distribución
Esta pistola fue desarrollada por el diseñador checo Karel Krnka, que trabajaba para la compañía de municiones de Georg Roth, a partir del anterior diseño de la pistola Roth-Theodorovic. Tras el desarrollo y prueba de varios prototipos, la versión final de la Roth-Krnka ganó un concurso para una pistola del Ejército en 1906, por lo que fue adoptada como pistola estándar del Ejército austrohúngaro con la denominación Repetierpistole M.7. (pistola autocargable M1907). Como Roth no tenía capacidad para producir armas, el gobierno compró todos los derechos y ordenó el inicio de la producción en la Österreichische Waffenfabriksgesellschaft (OEWG) de Steyr y FÉG de Budapest. Se produjeron aproximadamente  99.000 pistolas desde 1908 hasta 1914 (el Ejército recibió 59.334 pistolas de la Steyr y 38.213 de FÉG, más varios centenares vendidos en el mercado civil). A pesar de su nombre común, Steyr no participó en el diseño de la Roth-Steyr M1907, a excepción de pequeñas mejoras. Tras la disolución del Imperio austrohúngaro, la Roth-Steyr M1907 fue empleada por Yugoslavia; fue empleada en cantidades limitadas por los austriacos y húngaros durante la Segunda Guerra Mundial. Italia recibió tras la Primera Guerra Mundial una cantidad de pistolas como reparaciones de guerra por parte del Imperio austrohúngaro, las cuales fueron empleadas por los soldados italianos durante la Segunda Guerra Mundial. También fueron empleadas en Checoslovaquia y Polonia.

## Usuarios
- Imperio austrohúngaro
- Austria
- Italia
- Hungría
- Polonia
- Reino de Yugoslavia